# Frida Östberg
Frida Christina Östberg, född 10 december 1977 i Gullänget, Örnsköldsvik, är en svensk tidigare fotbollsspelare (mittfältare).

## Karriär
Frida Östberg började spela fotboll i Hägglunds IoFK men värvades 1995 tillsammans med klubbkamraten Malin Moström till Umeå IK, som det året vann division 1 norra och gick upp i Damallsvenskan. Under åren i Umeå IK var Frida Östberg med om att vinna Damallsvenskan tre gånger (2000, 2001, 2002), Svenska cupen (2001, 2002, 2003) samt  UEFA Women's Cup två gånger (2003 och 2004). 
Under de åren blev hon också mer eller mindre bofast i svenska landslaget – där hon spelade sin första landskamp mot Norge 13 maj 2001 (förlust med 1–3) – och var bland annat med i VM 2003 och 2007, samt OS 2004 och  2008.
Säsongerna 2006 och 2007 spelade hon i Linköpings FC, men skrev efter det återigen på för Umeå IK inför säsongen 2008. Hon hade bestämt sig för att avsluta sin karriär efter säsongen 2008 men fick sedan Diamantbollen på Fotbollsgalan 2008, och efter att ha fått ett bra erbjudande från WPS-ligan i USA fortsatte hon. 2010 lade hon dock fotbollsskorna på hyllan i samband med en graviditet.

## Efter fotbollskarriären
Frida Östberg har en magisterexamen i beteendevetenskap med IT-inriktning vid Umeå universitet och har också studerat vid Sverigehälsan. Hon har även samarbetat med Mobilisering mot narkotika, där hon bland annat föreläst för ungdomar om vikten av att ta hand om sina kroppar och undvika droger.

## I medier
Frida Östberg var värd i P1:s radioprogram Sommar den 29 juni 2004. Hon har sedan 2009 också arbetat som expertkommentator på SVT.